# Jules de Polignac

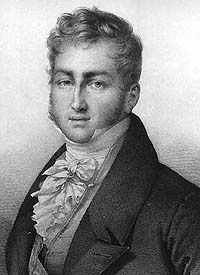
Jules de Polignac

Jules Auguste Armand Marie de Chalençon, Duc de Polignac (* 14. Mai 1780 in Versailles; † 29. März 1847 in Paris) war ein französischer Diplomat und Premierminister von Frankreich. 1838 ließ er sich in Bayern nieder und wurde in den bayerischen Fürstenstand erhoben.

## Leben
Jules de Polignac war der zweite Sohn des Herzogs Jules de Polignac (1746–1817) und der Yolande de Polastron, einer engen Vertrauten der Königin Marie-Antoinette. Nach Ausbruch der Französischen Revolution emigrierte er 1790. Sein Vater ließ ihn, als er gerade erst 10 Jahre alt war, und seine Brüder in Rastadt schwören, stets die Prinzipien und Konsequenzen der Revolution zu bekämpfen. Mit seinem Bruder Armand de Polignac nahm er 1804 an der Verschwörung Georges Cadoudals gegen Napoleon Bonaparte teil. Armand wurde zum Tode verurteilt, aber Jules bot sein Leben für das seines Bruders. Dafür wurden sowohl er als auch sein Bruder von Kaiserin Joséphine begnadigt. Sie saßen bis 1814 gefangen und flohen dann zum damaligen Grafen von Artois, dem späteren König Karl X., der sie mit Vollmachten nach Paris voraussandte. Unter König Ludwig XVIII. wurde Polignac sogleich zum Maréchal de camp ernannt und noch 1814 nach Rom gesandt, wo er sich als Anhänger des äußersten Absolutismus zeigte.
Mit Ludwig XVIII. zog Polignac Anfang 1815 nach Napoleons Rückkehr während dessen Herrschaft der Hundert Tage nach Gent. Im gleichen Jahr kehrte er mit dem König nach Napoleons endgültigem Sturz nach Frankreich zurück. Er wurde von Ludwig XVIII. im August 1815 zum Pair ernannt, verweigerte dabei aber zuerst wegen vorgeblicher Gewissensskrupel den Eid auf die Charte constitutionnelle, sodass erst der Papst seine religiösen Bedenken zerstreuen musste. Auch war Polignac Mitglied des Kriegsgerichts, das François Antoine Lallemand verurteilte. 1820 erhob ihn der Papst wegen seines Bemühens um die Stärkung des Katholizismus in Frankreich in den römischen Fürstenstand. Gern wollte ihm der Graf von Artois, der in sehr vertrauter Freundschaft mit Polignacs Mutter gestanden hatte und seine Liebe auf deren zweiten Sohn übertrug, ein Ministeramt verschaffen; aber König Ludwig XVIII. stimmte nur zu, dass Polignac 1823 als französischer Gesandter nach London ging. Nach Cannings Tod (1827) schloss er sich hier Wellington und dessen System an. Der Graf von Artois hatte 1824 als Karl X. den französischen Thron bestiegen, wagte aber seinen in Frankreich unpopulären und als streng Klerikalen verschrienen Favoriten zunächst nicht zum Minister zu ernennen. Erst als der Außenminister Auguste Ferron de La Ferronnays im April 1829 wegen Krankheit seine Funktionen nicht mehr versehen konnte, versuchte der König, Polignac die vakant gewordene Ministerstelle zu übertragen, stieß aber bei den übrigen Mitgliedern des Kabinetts wie bei der öffentlichen Stimmung auf solche Ablehnung, dass er von seinem Vorhaben abstand. Kurz vor dem Sturz der vom Vicomte de Martignac geführten Regierung kehrte Polignac im Juli 1829 von London nach Paris zurück. Ihm wurde am 8. August 1829 die Bildung eines Ministeriums ganz im Sinne der Ultraroyalisten übertragen, dessen Präsident er seit dem November 1829 war. Auf seinem neuen Posten betrieb er die Eroberung Algeriens und war der eigentliche Urheber der am 25. Juli 1830 beschlossenen Juliordonnanzen, die eine Einschränkung des Wahlrechts und Suspendierung der Pressefreiheit dekretierten. Aber deren Verkündigung am folgenden Tag löste die Julirevolution aus und brachte Karl X. und mit diesem das Haus der Bourbonen um den Thron.
Polignac war während der Julirevolution in Paris und hatte sich, als man am 27. Juli 1830 sein Ministerium stürmte und zerstörte, in die Tuilerien gerettet, jedoch alle Unterhandlungsvorschläge zurückgewiesen. Erst als das Volk sich bereit machte, auch die Tuilerien anzugreifen, zog er sich nach Saint-Cloud zum König zurück. Da er sich jedoch auch in dessen Gefolge nicht sicher fühlte, floh er in Richtung der Nordküste Frankreichs, um sich hier nach England einzuschiffen. Doch in der Normandie wurde er am 15. August bei Saint-Lô in der Verkleidung eines Bediensteten erkannt, verhaftet und in das Gefängnis von Vincennes gebracht. Dort befanden sich bereits Peyronnet, Chantelauze und Guernon-Ranville, die ebenfalls erst kurz zuvor ein Ministeramt angetreten hatten. Diese vier Politiker wurden vor das Pairsgericht gestellt. Während des Prozesses gegen ihn und seine Mitangeklagten musste Polignac seine Haft im Gefängnis des Luxembourg zubringen. Sein Verteidiger war sein früherer Gegner Martignac, der sich bemühte, seine Freilassung oder eine gelinde Strafe zu erwirken. Das Pairsgerichte verurteilte Polignac jedoch am 21. Dezember 1830 zum Verlust seiner Stellen und Titel, einer lebenslangen Gefängnisstrafe und dem Verlust seiner Bürgerrechte. Er wurde nach Ham gebracht, wo er bis zum 29. November 1836 inhaftiert blieb. Hier studierte er eifrig. Während seiner Haft schrieb er das 1832 in Paris veröffentlichte Buch Considérations politiques sur l’époque actuelle.
Vom König Louis-Philippe amnestiert, lebte er seitdem in England, dem Heimatland seiner beiden Ehefrauen Barbara Campbell (seit 1819) und Marie Charlotte Parkyns, Tochter des Lords Rancliffe, und in Bayern. Hier erwarb Polignac 1838 Schloss Wildthurn und das Gut Reichersdorf bei Landau an der Isar. König Ludwig I. erhob ihn mit Datum vom 17. August des Jahres in den bayerischen Fürstenstand. Auf Schloss Wildthurn schrieb Jules de Polignac 1844 auch seine deutschsprachigen politischen Memoiren Historische, politische und moralische Studien über den Zustand der europäischen Gesellschaft um die Mitte des neunzehnten Jahrhunderts. 1843 ging er in Familienangelegenheiten nach Paris, musste aber binnen 24 Stunden die Stadt verlassen.
Sein Sohn Alphonse de Polignac ist für eine mathematische Vermutung bekannt.

## Trivia
1830 entstand ein Kartenspiel, in dem der Pikbube eine schlechte Karte darstellt. Da Polignac im Volk unbeliebt war, wurde dieser „schlechte“ Bube nach ihm benannt.

## Werke
- Considérations politiques sur l’époque actuelle. 1832 (französisch); archive.org.
- Études historiques, politiques et morales. 1845 (französisch); archive.org.